# Discografia de Mia Rose
A discografia de Mia Rose, uma cantora e compositora inglesa de música pop, compreende um álbum de estúdio, um extended play e cinco singles lançados. Em 2006 iniciou sua carreira postando vídeos no site Youtube, onde aparecia tocando guitarra e cantando covers de outros artistas como "Íris" do Goo Goo Dolls, "Things I Never Say" de Avril Lavigne, "Crush" de David Archuleta", "Heaven" de Cascada, entre outras canções de artistas como The Calling, Foo Fighters, Alanis Morissette,etc.
Em 2008 conseguiu lançar seu primeiro single independente sem ajuda de gravadora alguma, a canção "Hold Me Now", que despontou na posição quinze no Top 50 Nacional Português. Em 2009, lançada o single "Let Go", ainda sem gravadora, porém alcançando a segunda posição. No mesmo ano, com a grande aceitação do público à sua canção e pela grande evidência ganha pelos vídeos que postava online, Mia assina com a gravadora independente Autumn Leaves Records para o lançamento de seu primeiro 'extended play intitulado What Would Christmas Be Like?. O EP trouxe apenas duas canções que foram lançadas como single, sendo "Falling For You" e a faixa-título "What Would Christmas Be Like?", ambas alcançando novamente a segunda posição.
Em 2010 lança a canção "Nada Vou Mudar", uma parceria com o cantor estadunidense Joe Jonas, lider dos Jonas Brothers, versão da canção "Wouldn't Change a Thing", interpretada originalmente por Joe Jonas e Demi Lovato. A canção foi gravada como parte da versão portuguesa da trilha sonora do filme Camp Rock 2: The Final Jam, lançada pela Walt Disney Records, e alcançou a posição quarenta no Top 50 Nacional Português
. Em 2011 assina coma gravadora Cherry Entertainment e prepara seu primeiro álbum de estúdio.
Em 2012, Mia Rose lança o seu single de verão "Friends in Love". Este mesmo sigle foi colocado à venda em apenas via digital, no iTunes internacional. No youtube, este tema, passado um ano, já atingiu mais de meio milhão de visualizações.

## Álbuns

### Álbuns de estúdio
| Ano  | Álbum | Posições | Posições |
| Ano  | Álbum | POR      | BRA      |
| ---- | --- | -------- | -------- |
| 2011 | TBA - Lançamento: à ser lançado em 2011 - Formatos: CD, download digital - Gravadora: Cherry Entertainment | —        | —        |

### EPs
| Ano  | Álbum |
| ---- | --- |
| 2008 | What Would Christmas Be Like? - Lançado: 14 de dezembro de 2009 - Formatos: download digital - Gravadora: Autumn Leaves Records |

## Singles
| Ano  | Single                             | Posições | Posições | Posições    | Álbum                         |
| Ano  | Single                             | POR      | ESP      | BRA Hot 100 | Álbum                         |
| ---- | ---------------------------------- | -------- | -------- | ----------- | ----------------------------- |
| 2008 | "Hold Me Now"                      | 15       | —        | —           | apenas lançado                |
| 2009 | "Let Go"                           | 2        | 97       | 33          | apenas lançado                |
| 2009 | "What Would Christmas Be Like?"    | 2        | —        | —           | What Would Christmas Be Like? |
| 2009 | "Falling For You"                  | 2        | —        | —           | What Would Christmas Be Like? |
| 2010 | "Nada Vou Mudar" (feat. Joe Jonas) | 40       | —        | —           | Camp Rock 2: The Final Jam    |
| 2012 | "Friends in Love"                  | 30       | —        | —           | apenas lançado                |

### Outros singles
| Ano  | Canção                      |
| ---- | --------------------------- |
| 2008 | "Hot Boy"                   |
| 2009 | "Heaven" (cover de Cascada) |

## Videoclipes
| Ano  | Canção                               | Diretor          |
| ---- | ------------------------------------ | ---------------- |
| 2009 | "Let Go"                             | Manoel Quincas   |
| 2009 | "What Would Christmas Be Like?"      | Janaina Oliveira |
| 2009 | "Falling For You"                    |                  |
| 2010 | "Nada Vou Mudar" (feat. Demi Lovato) | Paul Hoen        |
| 2012 | "Friends in Love"                    | Paul Hoen        |